# Partage du temps de travail
Le partage du temps de travail est une idée et une revendication politiques qui préconisent la diminution du temps de travail des travailleurs ayant un emploi pour réduire le chômage en augmentant le nombre de travailleurs. On parle parfois, péjorativement, d'un « partage du chômage ».
Le travail à temps partagé et la réduction du temps de travail correspondent à des concepts liés mais sensiblement différents.
Concernant principalement les salariés, ce genre de politique économique se traduit par une réduction du temps de travail à différentes échelles de temps : la journée ou la semaine (durée légale du travail), l'année (travail à temps partiel, congés supplémentaires, "jours RTT"), ou la vie entière (préretraite et retraite plus précoce, congé sabbatique). Elle s'accompagne, d'une façon ou d'une autre, d'une baisse de rémunération individuelle (pour le salarié) et d'une hausse du coût de la main-d'œuvre (pour l'employeur), qui, pour être acceptées, nécessitent des contreparties (exemples : réduction de charges, subventions).

## Origines et application du partage du travail
Les différentes formes de partage du travail sont la retraite anticipée, la réduction du temps de travail sur une base collective ou individuelle, le temps partiel, les horaires réduits, etc.
La Grande Dépression suscite les propositions usuelles afin de relancer l'économie française et lutter contre le chômage : grands travaux, ateliers nationaux, assistance sociale, avec un cocktail variable selon le pays. En France, le Front populaire réduit la semaine légale de 48 à 40 heures en théorie (la réalité restant bien différente) ; c'était une vieille revendication ouvrière et une forme de partage du travail.
À partir des années 1980, le débat du partage du travail se structure autour de la réduction du temps de travail et de l'obtention d'une plus grande flexibilité de l'emploi et du temps de travail, de façon à accroître la productivité et la compétitivité des entreprises. Par exemple, l'Accord national métallurgie du 23 février 1982 sur la durée du travail prévoit, pour les services travaillant en continu, une organisation en cinq équipes travaillant chacune 33 h 36 min par semaine « pour faciliter des embauches de jeunes et constituer une des solutions aux problèmes d'emploi… ».
Les deux lois sur les 35 heures adoptées en 1997 et en 1999 marquent aussi la volonté de réduire le chômage de masse en diminuant le temps de travail et en partageant ainsi le travail. Les contreparties obtenues par les entreprises, la flexibilité accrue du travail et la modération salariale, ont mécontenté une partie du salariat.
Des évaluations réalisées par la Direction de l'Animation de la Recherche, des Etudes et des Statistiques au début des années 2000 concluent cependant que les entreprises qui se sont engagées les premières dans la réduction du temps de travail étaient plutôt plus dynamiques que les autres et qu'elles ont créé en deux ans 9 à 12 % d'emplois en plus que les autres. Donc, la réduction du temps de travail a été massivement créatrice d'emplois (presque 200 000 emplois créés à la mi-2000).
En Europe, il existe d'autres exemples d'une politique volontariste de régulation du temps de travail à la fin des années 1990, dans un objectif de créer des emplois. En Allemagne, l'État cherche à promouvoir des négociations tripartites au travers des Alliances pour l'emploi. Ainsi en septembre 2005, Siemens a conclu un accord avec le syndicat IG Metall prévoyant la diminution du temps de travail de 35,8 h à 30 h par semaine avec perte de salaire, le tout accompagné de mesures de préretraite. L'objectif est de sauver le plus possible d'emplois parmi les 3000 menacés. En juillet 2006, après deux ans de négociations entre ThyssenKrupp Steel et IG Metall l'accord "avenir" prévoit une baisse du temps de travail hebdomadaire, assortie d'une réduction des rémunérations et, en contrepartie, la sauvegarde de 1 300 emplois. La réduction du temps de travail est donc bien ici au service du partage du travail.
Au Danemark, l'état est intervenu en 1998 pour augmenter le nombre légal de jours de congés.
En Belgique, la durée légale du travail a été abaissée à 38 h hebdomadaires en 2003.

## La critique du concept de partage du travail
Si le coût salarial augmente, la compétitivité économique des entreprises et les profits baissent, au risque de voir l'industrie concernée évincée par les concurrents, notamment étrangers, qui ne sont pas soumis à la même contrainte. Pour les partisans du libéralisme économique, une réduction du temps de travail n'est acceptable qu'en présence d'une négociation libre entre les partenaires sociaux comme les accords de ThyssenKrupp ou de Siemens (rendus possibles par le niveau de salaire élevé avant la négociation) ; en revanche, selon les mêmes, une mesure autoritaire ne peut s'accompagner que d'effets négatifs.
Quand les lois Aubry ont été envisagées puis appliquées, les protagonistes se sont affrontés sur leur impact réel, les uns les créditant de 500 000 emplois, les autres leur attribuant un impact pratiquement nul ou négatif sur l'emploi. Selon Olivier Blanchard, Pierre Cahuc et André Zylberberg, les conclusions de la plupart des économistes sur la politique de partage du travail développée en France depuis plusieurs dizaines d'années vont maintenant dans le même sens : la réduction du temps de travail crée peu d'emplois ou très peu et bride l'activité.
Selon eux, il y aurait bien eu création d'emplois au moment même où la politique de partage du travail était mise en œuvre, mais elle serait due à la forte croissance des années 1999, 2000 et 2001, observée partout dans le monde.
Si, au lieu de regarder l'impact sur l'emploi, on s'intéresse à la productivité, on constate que cette supposée non création d'emploi n'est pas due à une réduction de productivité, au contraire : la productivité par tête est passée, pour une base de 100 en 1994, de 104 en 1999 à 117 aujourd'hui, alors que la productivité horaire est passée, toujours pour la même base, de 103 en 1999 à 109 aujourd'hui.